# Scolecida
Gli Scolecida Rouse & Fauchald, 1997 sono un'infraclasse dei Polychaeta.

## Tassonomia
Il genere Lysidice al febbraio 2023 comprende le seguenti nove famiglie più altre sette accettate come sinonimi:
- Arenicolidae Johnston, 1835
- Capitellidae Grube, 1862
- Cossuridae Day, 1963
- Maldanidae Malmgren, 1867
- Opheliidae Malmgren, 1867
- Orbiniidae Hartman, 1942
- Paraonidae Cerruti, 1909
- Scalibregmatidae Malmgren, 1867
- Travisiidae Hartmann-Schröder, 1971
- Anthostomea Kinberg, 1867 accettato come Orbiniidae Hartman, 1942
- Ariciidae Audouin & Milne Edwards, 1833 accettato come Orbiniidae Hartman, 1942
- Bogueidae Hartman & Fauchald, 1971 accettato come Rhodininae Arwidsson, 1906
- Levinseniidae Mesnil & Caullery, 1898 accettato come Paraonidae Cerruti, 1909
- Questidae Hartman, 1966 accettato come Questinae Hartman, 1966
- Scalibregmidae Malmgren, 1867 accettato come Scalibregmatidae Malmgren, 1867
- Telethusae Savigny, 1822 accettato come Arenicolidae Johnston, 1835